# 알레그레토 나단조, WoO 61 (베토벤)
피아노를 위한 《알레그레토 나단조, WoO 61》은 1821년 2월 18일에 루트비히  판 베토벤에 의해 쓰인 작품이다. 출판은 베토벤의 사후에 이루어지고 있다. 일부 카탈로그에 피아노곡(독일어: Klavierstück) 나단조로 나열되어 있으며, 괄호 안에 "페르디난트 피링거를 위해"라는 메모가 있다. 
부지휘자로 활동한 아마주어 음악가 피링거(1780–1829)는 1820년대 초에 베토벤의 친구가 되었다. 그는 베토벤에게 이 단편을 작곡해 달라고 요청을 했는데, 아마도 앨범을 위해서라던지, 그가 염두에 두었던 특별한 경우를 위한 요청이었을 것이다.
이 작품의 3분 길이는 베토벤의 덜 진지한 노력을 암시하는 것처럼 보이지만, 고품질의 구성이다. 이 무렵 작곡가는 완전히 귀머거리였지만, 여기에서의 세 부분으로 된 그의 쓰기는 직관적이거나 잠정적인 것이 아니라 훌륭하고 확실한 모든 것을 반영한다. 주요 주제는 음악적 복잡성이 거의 없지만, 미묘함으로 가득 차 있다. 중간 부분에는 대위법 상의 쓰기가 없고, 피아노가 도전적인 화음을 연주하며 각 악구 뒤에 멈춘다. 작품의 전체적인 분위기는 침울하고 차분하다.